# Никитин, Сергей Сергеевич (государственный деятель)
Серге́й Серге́евич Ники́тин (1915—2002) — советский хозяйственный, государственный и политический деятель, дипломат.

## Биография
Родился в 1915 году в деревне Артёмки. Член КПСС с 1940 года.
С 1930 года — на хозяйственной, общественной и политической работе. В 1930—1987 годах — рабочий на Московском консервном заводе, работник на строительстве Московского метрополитена, студент Московского кредитно-экономического института, работник в системе Госбанка СССР в Башкирии, студент Всесоюзной академии внешней торговли, ответственный работник в Министерстве внешней торговли СССР, торговый представитель СССР в Бельгии, Арабской Республике Египет и во Франции. 
В 1966—1969 годах — первый заместитель начальника Управления по иностранному туризму при Совете министров СССР.
В 1969—1983 годах — начальник Главного управления по иностранному туризму при Совете министров СССР.
С 30 октября 1984 по 25 мая 1987 года — чрезвычайный и полномочный посол СССР в Бельгии.
Избирался депутатом Верховного Совета РСФСР 10-го созыва. Имел ранг чрезвычайного и полномочного посла.
Умер в Москве в 2002 году.